# Avesnes-en-Saosnois
Avesnes-en-Saosnois is een gemeente in het Franse departement Sarthe (regio Pays de la Loire) en telt 105 inwoners (2009). De plaats maakt deel uit van het arrondissement Mamers.

## Geografie
De oppervlakte van Avesnes-en-Saosnois bedraagt 5,8 km², de bevolkingsdichtheid is dus 18,1 inwoners per km².
De onderstaande kaart toont de ligging van Avesnes-en-Saosnois met de belangrijkste infrastructuur en aangrenzende gemeenten.

## Demografie
Onderstaande figuur toont het verloop van het inwonertal (bron: INSEE-tellingen).

1. ↑  Populations de référence 2022.